# Панино (Саратовская область)
Панино (Шёнхен, нем. Schönchen) — исчезнувшее село в Марксовском районе Саратовской области.
Село располагалось в Заволжье, на границы поймы Волги и Сыртовой равнины, между сёлами Золотое (Витман) и Ястребовка (Гаттунг).

## История
Основано в 1767 году как немецкая колония Шёнхен. Вызыватель — барон Борегард. После изданного вскоре указа о переименовании немецких сёл на русский лад получила название Панинская в честь графа Н. И. Панина, возглавлявшего иностранную коллегию. Иногда также встречается название Каршин (Каришин) по протекавшей рядом реке. В составе Панинского колонистского округа, с 1871 года волостное село Николаевского уезда Самарской губернии. Первые поселенцы — 42 семьи из Нассау и Франкфурта-на-Майне. Заложено у реки Малый Караман, затем перенесено на более благоприятное место.
С 1770 года — католический приход.
Основным занятием было земледелие, колония славилась мастерами плетения шляп из пшеничной и ржаной соломы. В Панинском имелись училище, мельница и католическая церковь, проводились базары. В 1903 году построена новая кирха (По другим данным в 1904 году). К началу XX века открылись земская школа, почтовая станция, в селе имелись квартиры урядника, врача и фельдшера, учреждение призрения и два судебно-следственных отдела, 8 мельниц.
С 1918 года — центр Панинского (Шенхенского) района Трудовой коммуны (Области) немцев Поволжья (с 1923 года — АССР немцев Поволжья), после перехода к кантонному делению — в составе Марксштадтского кантона.
В голод 1921 года родилось 90 человек, умерло 450. Население села сократилось более чем в 2 раза. В 1926 году имелись сельсовет, кооперативная лавка, сельскохозяйственное кредитное товарищество, начальная школа, пункт ликбеза, изба-читальня.
В 1927 году постановлением ВЦИК «Об изменениях в административном делении Автономной С. С. Р. Немцев Поволжья и о присвоении немецким селениям прежних наименований, существовавших до 1914 года» селу Панинское Марксштадтского кантона присвоено название Шёнхен. С 1935 года — в составе Унтервальденского кантона.

В сентябре 1941 года немецкое население было депортировано. После ликвидации АССР немцев Поволжья село, как и другие населённые пункты Унтервальденского кантона, вошло в состав Саратовской области. После 1941 года село переименовано в Панино. Дата упразднения не установлена.

## Население
Динамика численности населения по годам:
| 1767 | 1773 | 1788 | 1798 | 1816 | 1834 | 1850 | 1859 | 1883 | 1889 | 1897 | 1905 | 1910 | 1920 | 1922 | 1923 | 1926 | 1931 |
| ---- | ---- | ---- | ---- | ---- | ---- | ---- | ---- | ---- | ---- | ---- | ---- | ---- | ---- | ---- | ---- | ---- | ---- |
| 63   | 198  | 240  | 256  | 418  | 786  | 1074 | 1208 | 1815 | 1951 | 2419 | 3229 | 3000 | 3016 | 1155 | 1515 | 1904 | 2523 |

В 1931 году немцы составляли 99 % населения села.